# Vlk arktický
Vlk arktický (Canis lupus arctos) je poddruh vlka obecného, který žije na kanadském severu, především na Ostrovech královny Alžběty, kde teplota klesá až pod −50 °C.

## Popis
Délka těla samce je 90–150 cm, samice 90–120 cm, váží od 40 do 60 kg. Druh je pohlavně dimorfní, samec je výrazně větší a těžší nežli samice.

## Chování
Jeho potravou jsou převážně velcí savci (pižmoň severní, sob polární, tuleni a další) nebo malí savci, například zajíci polární. První vždycky žere „alfa“ pár, který vede smečku, pak její zbytek a až nakonec mláďata.
Pouze alfa vlci se smí v celé smečce pářit, nemusí to však platit nezbytně. Rozmnožování probíhá na konci března a začátkem dubna. Samec pohlavně dospěje ve třech letech, samice již ve dvou. Březost trvá asi 63 dní, v jednom vrhu je 4 až 6 mláďat. Druh se dožívá přibližně 7–10 let, ale v zajetí se může dožít až 20 let.

## Chov v českých ZOO
Vlka arktického v současnosti (2023) chová Zoo Brno a Zoo Tábor.